# A püspök felesége
A püspök felesége, más néven Cary, és a püspök felesége,  1947-ben bemutatott romantikus vígjáték. Rendezője Henry Koster, a főszereplők Cary Grant, Loretta Young és David Niven.
A filmet Leonardo Bercovici és Robert E. Sherwood adaptálta az 1928-as, Robert Nathan azonos nevű regényéből.
1996-ban újra leforgatták A prédikátor felesége címmel, Denzel Washington, Whitney Houston és Courtney B. Vance főszereplésével.
A történet egy angyal körül bonyolódik, aki egy püspöknek és feleségének segít a napi hivatali és magánéleti gondjaik megoldásában.

## Cselekmény
Henry Brougham (David Niven) püspök  egy új székesegyház építésének finanszírozásával bajlódik, és isteni útmutatásért imádkozik, mert az építéshez szükséges pénz összeszedése megoldhatatlannak tűnik. Könyörgésére egy Dudley (Cary Grant) nevű segítő angyal jelenik meg a szobájában, aki csak a püspök számára tárja fel igazi személyazonosságát, aki ezt nehezen hiszi el.
Dudley küldetése azonban nem a katedrális felépítésének segítése, hanem Henry és a körülötte lévő emberek lelki vezetése. Henry megszállottjává vált a pénzeszközök gyűjtésének, a családi élete kárára. A feleségével, Juliával (Loretta Young) és kislányukkal, Debby-vel (Karolyn Grimes) a kapcsolata elszürkült, a katedrálisra összpontosított túlzott figyelme és időráfordítása miatt.
Henry kivételével mindenkit elbűvöl Dudley, aki mindenkivel udvarias és ismeretleneket is a keresztnevén szólít. Még a nem vallásos Wutheridge professzor (Monty Woolley) is érdekesnek találja, akinek ötletekkel segíti a könyve megírását, amivel húsz éve kínlódik.
Dudley ráébreszti a gazdag és özvegy Agnes Hamiltont (Gladys Cooper), hogy biztosítsa a szükséges pénzeszközöket, de ne a katedrális megépítéséhez, hanem lakóházak építéséhez a szegények javára.
Dudley a Brougham család karácsonyfáját néhány másodperc alatt feldíszíti (a személyzet helyett, amikor senki nem látja), megment egy régi templomot a lebontástól egy fiú kórus vezénylésével, és varázslatosan lediktálja írógépen Henry új prédikációját, annak tudta nélkül.
Amikor Dudley Julia felvidításával tölti az időt (mert Henry nem ér rá), váratlan fejlemény következik be: Dudley erősen vonzódik hozzá. Ezt érzékelve Henry féltékennyé és szorongóvá válik a nem kívánt vendég miatt és távozásra szólítja fel. Felfedi Dudley valódi kilétét Wutheridge professzor előtt, aki azt tanácsolja neki, hogy álljon ki és harcoljon a szeretett nőért.
Dudley jelzi, hogy hajlandó lenne maradni, de Julia megérezve, hogy mit akar mondani, azt mondja Dudley-nek, hogy ideje távoznia. Dudley elmondja a püspöknek, ritka, hogy egy angyal irigykedjen egy halandóra. Henry tudni akarja, hogy miért tették félre a székesegyház terveit. Dudley emlékezteti a püspököt, hogy útmutatásért imádkozott, nem pedig egy épületért.
Küldetésének teljesítése és annak tudatában, hogy Julia szereti a férjét, és a férje is szereti őt, Dudley távozik, és megígéri, hogy soha nem tér vissza. Figyelmezteti a püspököt, hogy minden emlék kitörlődik róla, mintha ott sem lett volna.  Később szenteste éjfélkor Henry elmondja a templomban azt a prédikációt, amelyről azt gondolja, hogy ő írta. Dudley az utcáról figyeli, elégedetten, hogy munkája sikeresen befejeződött.

## Szereposztás
- Cary Grant – Dudley
- Loretta Young – Julia Brougham
- David Niven – Henry Brougham püspök, Julia férje
- Monty Woolley – Wutheridge professzor
- James Gleason – Sylvester, egy szimpatikus taxis
- Gladys Cooper – Mrs. Agnes Hamilton
- Elsa Lanchester – Matilda, házvezetőnő Brougham-éknál
- Sara Haden – Mildred Cassaway, a püspök titkárnője
- Karolyn Grimes – Debby Brougham, Brougham-ék kislánya
- Tito Vuolo – Maggenti
- Regis Toomey – Miller tiszteletes
- Sarah Edwards – Mrs. Duffy
- Margaret McWade – Miss Trumbull
- Anne O'Neal – Mrs. Ward
- Ben Erway – Mr. Perry
- Erville Alderson – Stevens
- Robert J. Anderson – a védekező csapat kapitánya
- Teddy Infuhr – a támadó csapat kapitánya
- Eugene Borden – Michel
- Almira Sessions – első hölgy a Michel's étteremben
- Claire Du Brey – második hölgy a Michel's étteremben (a stáblistában Claire DuBrey)
- Florence Auer – harmadik hölgy a Michel's étteremben
- Margaret Wells – a kalapüzlet tulajdonosnője
- Kitty O'Neil – vásárló a kalapüzletben (a stáblistában Kitty O'Neill)
- Isabel Jewell – hisztérikus anya
- David Leonard – vak ember az utcán
- Dorothy Vaughan – Delia
- Edgar Dearing – rendőr
- Robert Mitchell fiúkórus

## A film készítése
Érdekesség, hogy Niven lett volna eredetileg az angyal, Dana Andrews a püspök és Teresa Wright a felesége. Wrightnak azonban ki kellett lépnie a produkcióból a terhessége miatt. Robert Osborne szerint Andrews-t kölcsönadták az RKO-nak Loretta Young megszerzése érdekében. Ezután Koster behozta Cary Grant-et, és ő akarta eljátszani az angyalt, ezért a püspök szerepét Niven kapta.
A gyártás nem volt problémamentes. Samuel Goldwyn producer William A. Seiter rendezőt Henry Kosterrel helyettesítette egy teljesen új film létrehozására. A korai előzetesekben a közönség nem szerette a filmet, ezért Billy Wilder és Charles Brackett újraírást készítettek (a stáblistában ez nincs feltüntetve).
Annak ellenére, hogy A püspök feleségének premierje kritikai sikerrel járt, a film eleinte nem volt túl jó a pénztáraknál. A piackutatás kimutatta, hogy a potenciális filmnézők elkerülték a filmet, mert azt hitték, hogy egyszerűen csak egy vallásos témájú filmről van szó. Goldwyn úgy döntött, hogy egyes amerikai piacokon átnevezi a filmet Cary és a püspök felesége címre, miközben a többi, már kihelyezett plakátra fekete szövegdobozt adatott a következő szöveggel: "Hallottál már CARY-ről és a püspök feleségéről?" Grant keresztnevének a címhez adásával a film üzleti bevétele onnantól nagyjából 25 százalékkal növekedett.
A forgatás  helyszíne a minnesotai Minneapolisban volt. Abban a jelenetben, amelyben Dudley vezényli a fiúkórust, a Robert Mitchell Fiúkórus  Charles Gounod „Noël: Montez à Dieu” („Ó, énekelj Istennek”) című kompozícióját énekelte. A filmben szereplő „Elveszett április” című dalhoz a szöveget Nat King Cole írta, aki szintén készített ilyen címmel felvételt.

## Fogadtatás
A püspök felesége 25 értékelés alapján 84%-os minősítést kapott a Rotten Tomatoes-on .

### Díjak és kitüntetések
A film elnyerte az Oscar-díjat a legjobb hangzásért (Gordon E. Sawyer), és jelölték a legjobb rendező, a legjobb filmszerkesztés, a legjobb zene, drámai vagy vígjáték és a legjobb film kategóriában.
A filmet az Amerikai Filmintézet (American Film Institute) elismerte az alábbi listákon:
- 2002: AFI's 100 Years...100 Passions – jelölve [9]
- 2006: AFI's 100 Years...100 Cheers – jelölve [10]

## Adaptációk
A püspök feleségét félórás rádiójátékként dramatizálták a The Screen Guild Theatre 1948. március 1-jei adásában Cary Grant, Loretta Young és David Niven eredeti filmszerepeiben. A Lux Rádió Színházban háromszor mutatták be egyórás közvetítésként: először 1949. december 19-én, Tyrone Power és David Niven közreműködésével, másodszor 1953. május 11-én, Cary Grant és Phyllis Thaxter, harmadik alkalommal pedig 1955. március 1-jén ismét Grant és Thaxter társaságában.
A filmzene kompaktlemezen is megjelent